# جبل سكاريا
جبل سكاريا هي كالديرا واسعة عرضها 8 كم، تقع إلى الشمال الشرقي من جبل إيا على جزيرة فلوريس في إندونيسيا. جدار كالديرا الجنوبي غير منتظم وتوجد منطقة فوماريول صغيرة في الأجنحة الغربية التي تحتوي على عدة فتحات وإخراج عمود يشبه السخان. لا توجد سجلات تاريخية لنشاطها متاحة من هذه الكالديرا البركانية.